# ممثلية منظمة التعاون الإسلامي لدى دولة فلسطين
ممثلية منظمة التعاون الإسلامي لدى دولة فلسطين هي الجهة الدبلوماسية العُليا لمنظمة التعاون الإسلامي لدى دولة فلسطين.

## التأسيس
خلال الدورة الثانية والأربعين التي انعقدت في الكويت بتاريخ 27 و28 مايو 2015، قرر مجلس وزراء خارجية الدول الأعضاء الموافقة على إنشاء مكتب للمنظمة في مدينة رام الله؛ لتعزيز دور المنظمة وأجهزتها في خدمة القضية الفلسطينية في المجالات كافة. كما أنه: «يعمل على تطوير العلاقة المتبادلة والقائمة على التعاون والتنسيق والتشاور مع دولة فلسطين، استناداً إلى أهداف ومبادئ وقرارات المنظمة، بما يسهم في تعزيز دورها تجاه دعم حقوق الشعب الفلسطيني وبناء مؤسساته الوطنية، وتلبية احتياجاته، وتعزيز صموده، والحفاظ على مقدساته.»
في 9 مايو 2016، كُلف أحمد الرويضي بإدارة المكتب. استمر في المنصب حتى عام 2023.